# Beat 'em up
Beat 'em ups (também conhecidos como beat 'em alls ou brawlers) são jogos eletrônicos baseados em combate corpo a corpo contra um grande número de inimigos. Os beat 'em ups tradicionais se passavam em cenários com rolagem lateral em duas dimensões com vários planos de movimentação, enquanto os mais recentes geralmente são ambientados em três dimensões. A jogabilidade tende a seguir as convenções dos jogos de arcade, como ser simples de aprender, mas difícil de dominar, e o sistema de combate tende a ser mais desenvolvido do que em outros jogos de ação com rolagem lateral. O suporte para dois jogadores em modo cooperativo e os múltiplos personagens jogáveis também são marcas registradas do gênero. A maioria desses jogos se passa em ambientes urbanos e apresenta enredos baseados em combate ao crime e vingança, embora alguns jogos possam empregar temas históricos, de ficção científica ou fantasia.
O primeiro beat 'em up foi Kung-Fu Master (1984), baseado em filmes de artes marciais de Hong Kong. Nekketsu Kōha Kunio-kun (1986) introduziu o formato de rolagem lateral amplamente utilizado em jogos posteriores, além de popularizar cenários urbanos contemporâneos, enquanto sua versão localizada para o Ocicente, Renegade, introduziu temas relacionados à vingança e à criminalidade. O gênero passou por um período de alta popularidade entre o lançamento de Double Dragon (1987), que estabeleceu o modo cooperativo para dois jogadores como central aos beat 'em ups clássicos, e Street Fighter II (1991), que atraiu os jogadores para jogos de luta entre apenas dois personagens. Jogos como, por exemplo, Streets of Rage, Final Fight, Golden Axe e Teenage Mutant Ninja Turtles, foram lançados durante este período. No final da década de 1990, o gênero perdeu popularidade com o surgimento da tecnologia de polígonos em 3D. 
Nos anos 2000, surgiu um subgênero denominado hack and slash, adaptando a fórmula dos beat 'em ups para ambientes em 3D em grande escala, com franquias populares como God Hand, Devil May Cry, Dynasty Warriors, God of War e Bayonetta. A partir da década de 2010, os tradicionais beat 'em ups em 2D tiveram um ressurgimento, com títulos populares como Dungeon Fighter Online, Dragon's Crown, Streets of Rage 4 e Teenage Mutant Ninja Turtles: Shredder's Revenge. 

## Definição
Um beat 'em up (também chamado de brawler) é um tipo de jogo de ação em que o personagem do jogador deve lutar contra um grande número de inimigos em combate desarmado ou com armas brancas. A jogabilidade consiste em percorrer um nível, uma seção de cada vez, derrotando um grupo de inimigos antes de avançar para a próxima seção; uma luta contra um chefe normalmente ocorre no final de cada nível. As versões de arcade desses jogos costumam ser muito difíceis de vencer, fazendo com que os jogadores gastem mais dinheiro.
Beat 'em ups são similares, mas diferentes, a jogos de luta, que por sua vez se baseiam em combate um contra um, em vez de níveis com rolagem lateral e vários inimigos. No entanto, essa terminologia é usada de forma vaga, uma vez que alguns comentaristas preferem misturar os dois termos. Às vezes, tanto os jogos de luta de um contra um quanto os beat 'em ups de rolagem lateral influenciam um ao outro em termos de gráficos e estilo e podem atrair os fãs de qualquer um dos gêneros. Ocasionalmente, um jogo apresenta os dois tipos de jogabilidade.
No Reino Unido, revistas especializadas em jogos eletrônicos durante as décadas de 1980 e 1990, como a Mean Machines e a Computer & Video Games, por exemplo, referiam-se a todos os jogos que tinham um tema de combate como beat 'em ups, incluindo jogos de luta. No entanto, eles eram diferenciados por um prefixo específico; jogos como Double Dragon ou Final Fight eram chamados de "scrolling beat ‘em ups", enquanto jogos como Street Fighter II e Mortal Kombat eram chamados de "one on one beat 'em ups". Jogos de luta ainda eram chamados de jogos "beat 'em up" na imprensa britânica até o final da década de 1990.

## Design
Jogos de beat 'em up geralmente envolvem luta contra o crime e tramas de vingança, com a ação ocorrendo nas ruas da cidade, embora também existam jogos com temas históricos e de fantasia. Os jogadores devem caminhar de uma extremidade do mundo do jogo para a outra, e, portanto, cada nível do jogo geralmente rola horizontalmente. Alguns beat 'em ups lançados mais tarde dispensam os níveis de rolagem baseados em 2D, permitindo que o jogador percorra ambientes 3D maiores, embora mantenham os mesmos sistemas de controle e jogabilidade simples de aprender. Ao longo do nível, os jogadores podem adquirir armas que podem usar, bem como power-ups que reabastecem a vida do jogador.
À medida que os jogadores passam pelo nível, eles são parados por grupos de inimigos que devem ser derrotados para que possam continuar. O nível termina quando todos os inimigos são derrotados. Cada nível contém muitos grupos idênticos de inimigos, o que torna esses jogos notáveis por sua repetição. Nos jogos beat 'em up, os jogadores geralmente lutam contra um chefe - um inimigo muito mais forte do que os outros inimigos - no final de cada nível.
Os beat 'em ups frequentemente permitem que o jogador escolha entre uma seleção de protagonistas - cada um com seus próprios pontos fortes, pontos fracos e conjunto de movimentos. O sistema de combate normalmente tende a ser mais desenvolvido do que em outros jogos de ação com rolagem lateral. O sistema de controle costuma ser simples de aprender, frequentemente composto por apenas dois botões de ataque. Esses botões podem ser combinados para realizar combos, bem como saltos e ataques de agarrar. Os personagens geralmente têm seus próprios ataques especiais, o que leva a estratégias diferentes que dependem do personagem que o jogador selecionar. Desde o lançamento de Double Dragon, muitos beat 'em ups permitiram que dois jogadores jogassem cooperativamente - um aspecto central do apelo desses jogos. Beat 'em ups são mais propensos a apresentar modos cooperativos do que outros gêneros de jogos.

## Subgêneros
Diversos subgêneros podem ser definidos dentro do gênero de beat 'em ups ou brawlers:
- Beat 'em up com rolagem – jogos de beat 'em up com um formato de rolagem lateral em 2D.[15]
  - Beat 'em up de plano único – jogos com rolagem lateral em um único plano de movimento. Este é o estilo mais antigo de beat 'em ups, com o formato estabelecido por Kung-Fu Master (1984). Outros jogos do subgênero incluem My Hero (1985), Flashgal (1985), The Ninja Warriors (1987), Bad Dudes Vs. DragonNinja (1988) e Splatterhouse (1988).[34][35] Este estilo faz parte de um gênero mais amplo de jogos de ação de rolagem lateral, incluindo jogos de luta em 2D, jogos de plataforma com rolagem e jogos de run and gun.[30] Um exemplo mais recente deste estilo é Viewtiful Joe (2003).[36]
  - Beat 'em up com rolagem de esteira – o tipo mais popular de beat 'em ups com rolagem, esses jogos usam o formato de rolagem de esteira, um formato com um ângulo de câmera elevado em que os jogadores podem se mover vertical e horizontalmente ao longo de um ambiente com rolagem lateral. O termo "jogo de ação com rolagem de esteira" foi cunhado no Japão, onde recebeu esse nome devido ao estilo de rolagem que lembra o movimento de uma esteira transportadora.[37] Esse estilo foi introduzido por Nekketsu Kōha Kunio-kun (1986), conhecido como Renegade no ocidente, e foi desenvolvido e popularizado com o lançamento de Double Dragon (1987). Exemplos posteriores incluem jogos das série Streets of Rage e Final Fight.[38][39]
- Hack and slash – beat 'em ups centrados no combate com armas brancas, como espadas ou lâminas, em vez de lutas com os punhos.
  - Hack and slash em 2D ou slash 'em up – beat 'em ups com rolagem em 2D focados em armas brancas. Exemplos incluem Shinobi (1987),[40] Captain Silver (1987),[41] Rastan (1987),[42] Ninja Gaiden (1988),[41] Strider (1989),[43] Golden Axe (1989),[20] Danan: The Jungle Fighter (1990),[41] Saint Sword (1991)[41] e Dragon's Crown (2013).[40]
  - Hack and slash em 3D ou jogo de ação de personagem – jogos de ação em terceira pessoa centrados no combate corpo a corpo baseado em armas em ambientes tridimensionais. O subgênero foi definido em grande parte por Devil May Cry (2001),[44] com outros exemplos incluindo Dante's Inferno,[45] Heavenly Sword[46] e as séries Dynasty Warriors,[47] God of War,[48] Bayonetta,[49] No More Heroes[50] e Darksiders.[51]
- Beat 'em up em 3D – jogos similares aos beat 'em ups tradicionais, mas que se passam em ambientes tridimensionais. Exemplos incluem Die Hard Arcade (1996),[52] Fighting Force (1997),[23] The Bouncer (2000),[53] Yakuza (2005)[54] e God Hand (2006).[55] Esse subgênero costuma não ser tão popular quanto os jogos de hack and slash em 3D.[56]

## História
Os jogos beat 'em up têm origem em filmes de artes marciais, especialmente nos filmes de artes marciais de Hong Kong de Bruce Lee. Game of Death (1972) inspirou a estrutura básica de um beat 'em up, com Lee subindo cinco níveis de um pagode enquanto lutava contra diversos inimigos e travava várias batalhas contra chefes ao longo do caminho. O filme Enter the Dragon (1973) também foi uma influência para o gênero. O primeiro jogo eletrônico a incluir lutas de socos foi o jogo de boxe para fliperamas Heavyweight Champ (1976), que é visto de uma perspectiva lateral, como os jogos de luta posteriores. No entanto, foi o jogo de luta Karate Champ (1984) que popularizou os jogos com temas de artes marciais.

### Primeirosbeat 'em ups(meados dos anos 1980)
Kung-Fu Master (1984), projetado por Takashi Nishiyama, estabeleceu as bases para beat 'em ups de rolagem lateral. Ele simplificou o sistema de combate de Karate Champ, acrescentando vários inimigos em um plano de jogo com rolagem. O jogo foi baseado em dois filmes de artes marciais de Hong Kong: o supracitado Game of Death de Bruce Lee e Kuai Can Che (1984), de Jackie Chan; o primeiro inspirou as cinco lutas contra chefes nos finais de cada nível e a estrutura do enredo, variações do qual foram usadas em beat 'em ups subsequentes. Nishiyama, que havia anteriormente criado o scrolling shooter Moon Patrol (1982), combinou um ritmo de jogo de tiro com elementos de luta quando projetou Kung-Fu Master. O jogo também se destacou pelo uso de medidores de vida, tanto para o personagem do jogador quanto para cada chefe. Outro lançamento de 1984, Bruce Lee combinou combate multijogador e com vários personagens com a tradicional jogabilidade de coleta, plataforma e quebra-cabeça. Mais tarde naquele ano, Karateka combinou as sequências de luta individual de Karate Champ com a liberdade de movimento de Kung-Fu Master e experimentou adicionar enredo à ação. Ele também foi um dos primeiros jogos de artes marciais a ser desenvolvido e transferido com sucesso para diferentes sistemas domésticos. My Hero (1985) adotou a o formato de jogabilidade de Kung-Fu Master, mas mudou o cenário mais tradicional das artes marciais para um ambiente urbano mais contemporâneo com gangues de rua.
Nekketsu Kōha Kunio-kun (1986) introduziu o formato de rolagem de esteira, permitindo movimento vertical e horizontal em um ambiente com rolagem lateral, também popularizando brigas de rua no gênero. Criado por Yoshihisa Kishimoto, o jogo foi inspirado em sua própria adolescência no ensino médio, quando se envolvia em brigas diárias, além do filme de artes marciais Enter the Dragon, de Bruce Lee. A adaptação ocidental Renegade, lançada no mesmo ano, adicionou uma trama de vingança do mundo do crime que se mostrou mais popular entre os jogadores do que o esporte com princípios dos outros jogos de artes marciais. O jogo também introduziu o uso de combos de ataques; em contraste com os jogos anteriores, os oponentes em Renegade e Double Dragon podiam aguentar muito mais golpes. Assim, eles exigiam uma sucessão de socos; o primeiro golpe imobilizava temporariamente o inimigo, tornando-o incapaz de se defender de socos sucessivos. Em comparação com os jogos de rolagem lateral anteriores, o ambiente foi expandido para um espaço semelhante a uma arena de rolagem, enquanto o sistema de combate foi mais desenvolvido, com o jogador podendo socar, chutar, agarrar, carregar, arremessar e pisar nos inimigos.

### Sucesso comercial (final dos anos 1980—início dos anos 1990)
Em 1987, o lançamento de Double Dragon deu início a uma "era de ouro" para o gênero de beat 'em ups, graças a seu conjunto detalhado de ataques marciais e a suas capacidades cooperativas para dois jogadores. Ele também tinha um mundo contínuo com rolagem lateral, em contraste com as arenas delimitadas de Kunio-kun, dando a Double Dragon um senso de progressão, bem como o uso de cinemáticas para dar a ele uma aparência cinematográfica. Assim como Kunio-kun, o sistema de combate do jogo foi inspirado no filme Enter the Dragon, de Bruce Lee. No entanto, Double Dragon introduziu um cenário urbano devastado, inspirado na série de filmes Mad Max e na série de mangá e anime Fist of the North Star. Double Dragon se tornou o terceiro jogo de fliperama de mesa de maior bilheteria no Japão em 1987, bem como o jogo mais rentável para fliperamas nos Estados Unidos por dois anos consecutivos, em 1988 e 1989.
O sucesso de Double Dragon resultou em uma grande quantidade de beat 'em ups no final da década de 1980, onde títulos como Golden Axe e Final Fight (ambos de 1989) se destacaram dos demais. Em contraste com os combos simples em Renegade e Double Dragon, os combos em Final Fight eram muito mais dinâmicos e os sprites eram muito maiores. Golden Axe foi aclamado por sua ação visceral e pelo modo cooperativo, e foi influente por sua seleção de vários protagonistas com estilos de luta distintos. Ele é considerado um dos beat 'em ups mais robustos por seus elementos de fantasia, diferenciando-o dos cenários urbanos vistos em outros jogos do gênero. Bad Dudes Vs. DragonNinja introduziu elementos de plataforma, enquanto P.O.W.: Prisoners of War avançou o elemento das armas no jogo, permitindo que os jogadores pegassem armas de fogo. Outro beat 'em up, River City Ransom (1989) introduziu elementos de RPG; nele, o personagem do jogador podia ser aprimorado usando o dinheiro roubado de inimigos derrotados.
A série Streets of Rage foi lançada no início da década de 1990 e se inspirou amplamente em Final Fight. Streets of Rage 2 (1992) para Mega Drive foi o primeiro jogo para consoles a alcançar a aclamação dos beat 'em ups para fliperama. O beat 'em up também foi um gênero popular para jogos eletrônicos baseados em séries de televisão e filmes, como Teenage Mutant Ninja Turtles (1989) e Batman Returns (1992), que foram um sucesso surpreendente e incentivaram muitos outros beat 'em ups baseados em propriedades intelectuais preexistentes. A "era de ouro" do gênero chegou ao fim no início da década de 1990, após o sucesso de Street Fighter II (1991), que atraiu os jogadores de volta aos jogos de luta um contra um, enquanto a popularidade emergente dos jogos em 3D no final da década de 1990 dinimuiu a popularidade dos jogos de batalha em 2D em geral.

### Transição para 3D (final dos anos 1990—início dos anos 2000)
Die Hard Arcade (1996) foi o primeiro beat 'em up a usar gráficos poligonais em 3D com mapeamento de textura, além de usar um conjunto de movimentos sofisticado, comparáveis a um jogo de luta. Ele atualizou a fórmula de Streets of Rage para três dimensões, enquanto implementava movimentos e combos do jogo de luta Virtua Fighter 2, a capacidade de combinar armas para criar armas mais poderosas e, no modo para dois jogadores, a capacidade de executar movimentos especiais e combos combinados. Ele também tinha cinemáticas e quick time events entre as cenas. O jogo alcançou um certo grau de sucesso, e entrou nas paradas de lucros dos fliperamas japoneses em segundo lugar em agosto de 1996. Esperava-se que Fighting Force (1997) redefinisse o gênero para consoles de 32 bits com o uso de um ambiente 3D. No entanto, o jogo teve uma recepção fraca. O gênero entrou em declínio no final dos anos 90, desaparecendo de grande parte dos fliperamas no final da década.
The Bouncer (2000) foi um projeto ambicioso que tentou oferecer um beat 'em up cinematográfico e voltado para a história, combinando jogabilidade de beat 'em up em 3D com elementos de RPG de ação, cenas cinematográficas, altos valores de produção e um sistema de “Seleção Ativa de Personagem”, em que as escolhas alteram o enredo. Ele era muito aguardado devido à reputação da publicadora Squaresoft com jogos de RPG japoneses, como Final Fantasy, mas teve uma recepção mista no lançamento. No mesmo ano, Gekido: Urban Fighters foi lançado, usando um sistema de beat 'em up com ritmo acelerado, com muitos chefes e gráficos coloridos.
No início dos anos 2000, analistas de jogos começaram a declarar que o gênero havia morrido. Em 2002, praticamente não havia novos beat 'em ups sendo lançados em fliperamas.

### Jogos dehack and slashem 3D (início dos anos 2000—presente)
Depois de 2000, o gênero beat 'em up começou a ter um renascimento na forma de jogos populares de hack and slash em 3D no estilo de Devil May Cry (2001), incluindo Onimusha: Warlords (2001), Ninja Gaiden (2004), God of War (2005), God Hand (2006), Heavenly Sword (2007), Afro Samurai (2009) e Bayonetta (2009). Estes jogos apresentavam uma abordagem mais temática de fantasia, com campanhas mais longas e a variedade vista anteriormente em vários personagens agora presente em um único personagem principal, oferecendo ao jogador várias armas e conjuntos de movimentos baseados em uma variedade de artes marciais e armas diferentes. O subgênero foi definido em grande parte por Hideki Kamiya, criador de Devil May Cry e Bayonetta.

### Beat 'em upstradicionais (início dos anos 2000—presente)

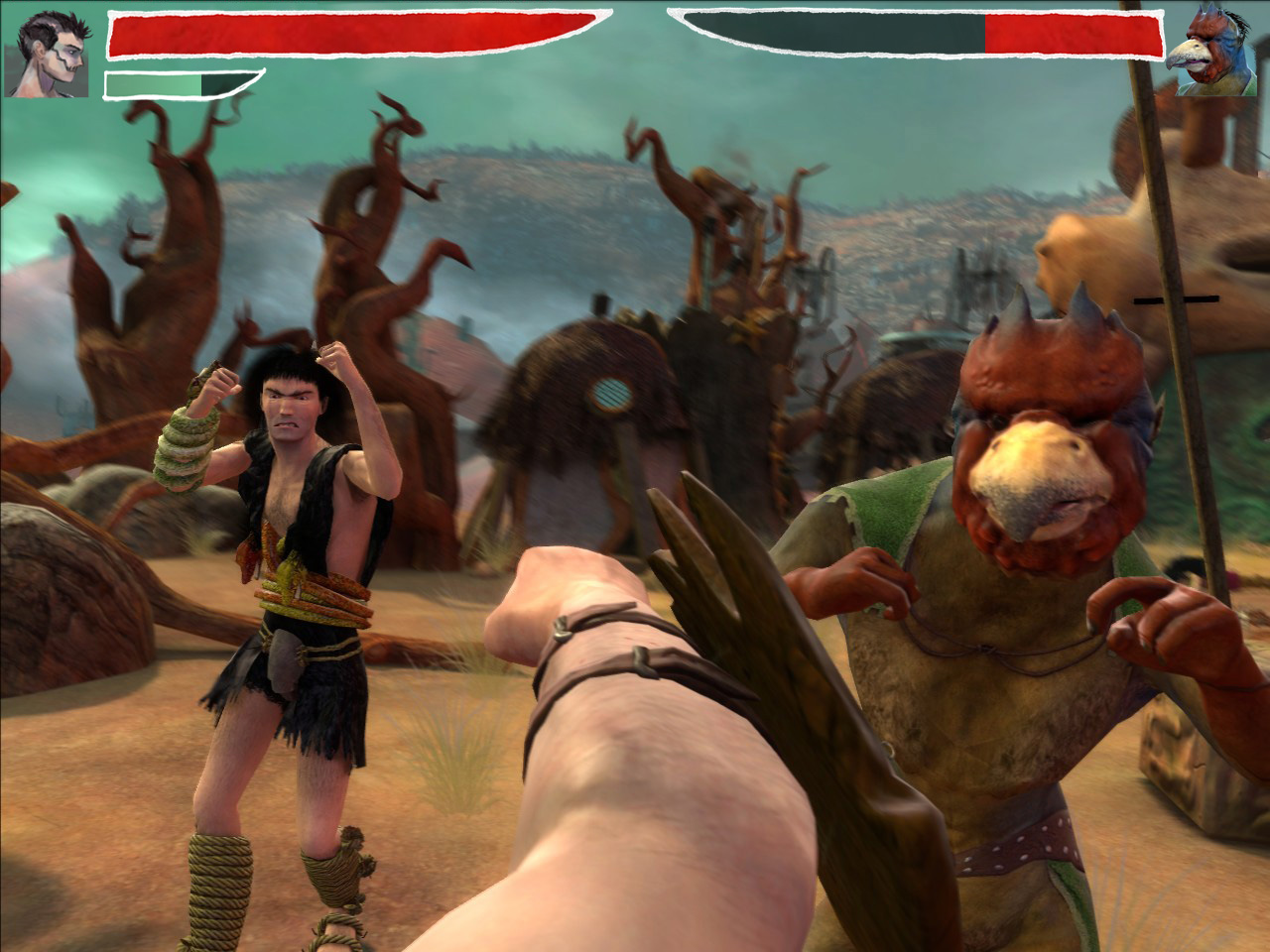
Zeno Clash (2009) inclui uma jogabilidade de beat 'em up com uma perspectiva em primeira pessoa

No lado do gênero com temática urbana, está a série Yakuza/Like a Dragon, que combina enredos elaborados de suspense sobre crimes e ambientes interativos detalhados com brigas de rua. The Warriors (2005) apresentava brigas em grande escala em ambientes 3D intercaladas com outras atividades, como sequências de perseguição. O jogo também incluía um beat 'em up de rolagem lateral mais tradicional, Armies of the Night, como conteúdo bônus, que foi aclamado junto com o jogo principal e posteriormente lançado para o PlayStation Portable.
Viewtiful Joe (2003) usou gráficos com cel shading e recursos inovadores de jogabilidade (como os poderes especiais do protagonista) para “revigorar” sua fórmula tradicional de rolagem 2D. Lançamentos como God Hand (2006) e MadWorld (2009) foram vistos como paródias da violência na cultura popular, ganhando elogios por não se levarem tão a sério quanto os primeiros beat 'em ups. Beat 'em ups clássicos foram relançados em serviços como o Virtual Console e o Xbox Live Arcade; críticos reafirmaram o apelo de alguns deles, enquanto o apelo de outros foi considerado como tendo diminuído com o tempo. Embora o gênero não tenha a mesma presença que tinha no final da década de 1980, alguns títulos como Viewtiful Joe e God Hand mantiveram vivo o gênero beat 'em up tradicional.
O gênero tradicional de beat 'em ups em 2D ressurgiu na Ásia, onde o beat 'em up on-line sul-coreano Dungeon Fighter Online (2005) é muito popular. Dungeon Fighter Online se tornou um dos jogos mais jogados e de maior lucro de todos os tempos, tendo arrecadado mais de 10 milhões de dólares até 2018 e mais de 22 bilhões de dólares até 2023. Outros beat 'em ups tradicionais de rolagem 2D foram lançados no Xbox Live Arcade e na PlayStation Network, incluindo Castle Crashers (2008), Scott Pilgrim vs. the World: The Game (2010), The Dishwasher: Vampire Smile (2011) e Double Dragon Neon (2012).

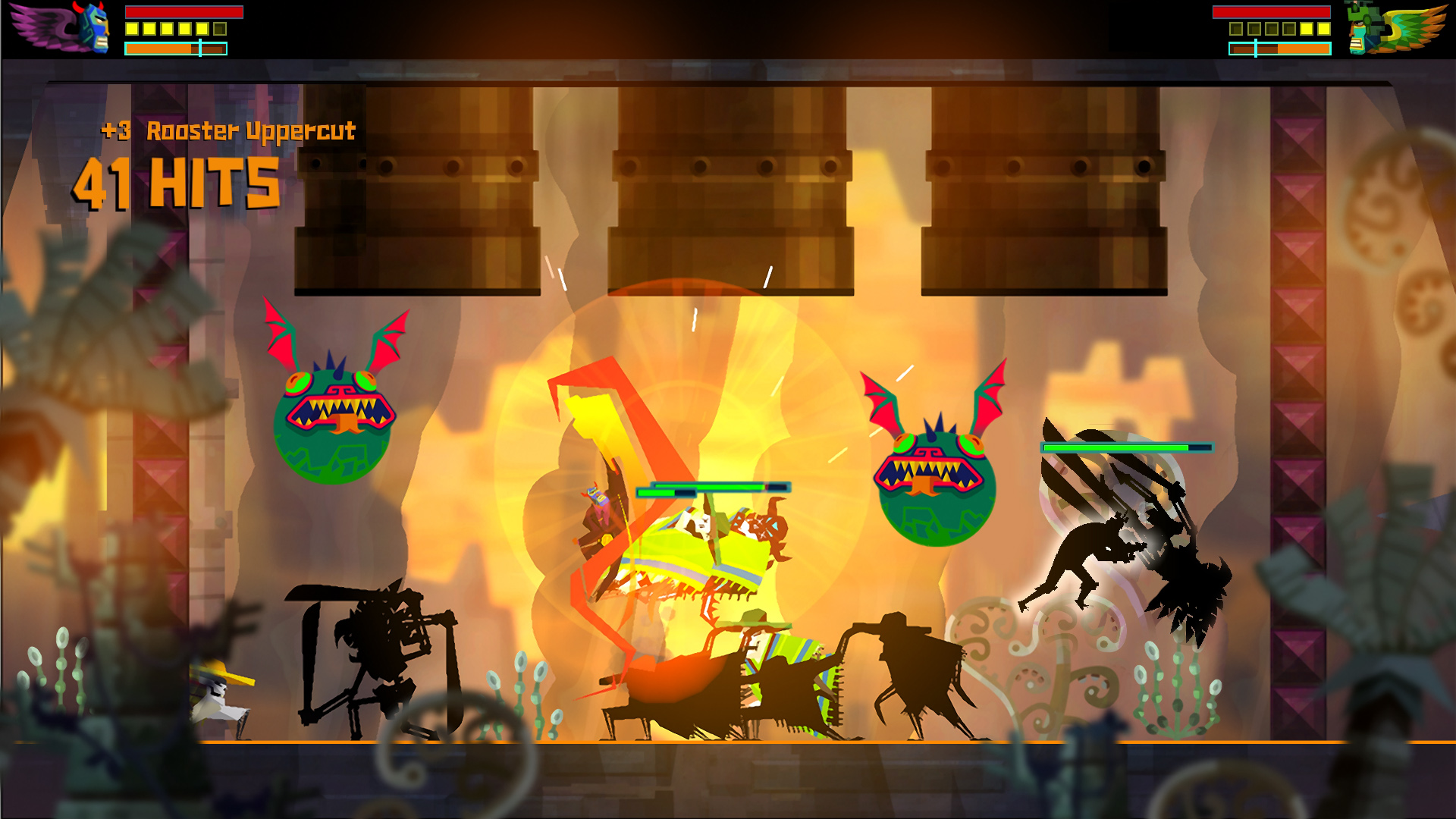
Guacamelee! (2013) é um jogo com combate inspirado em lucha libre e projetado no formato de um Metroidvania

Fable Heroes (2012) é um título exclusivo do Xbox Live Arcade lançado em 2012. Saints Row IV (2013) apresentou uma paródia de Streets Of Rage intitulada “Saints Of Rage”, em que o jogador resgata Johnny Gat de uma prisão virtual. Dragon's Crown (2013) é um jogo de fantasia 2D com uma mistura de elementos de beat 'em up e RPG de ação que foram especificamente inspirados por Golden Axe e Dungeons & Dragons: Tower of Doom. Streets of Rage 4 (2020) também foi lançado e aclamado pela crítica e renovou o interesse pela série e pelo gênero. Dragon's Crown vendeu mais de um milhão de cópias até 2017, enquanto Streets of Rage 4 vendeu mais de 2,5 milhões de cópias até abril de 2021. Outras franquias clássicas também ganharam novos títulos, como Battletoads (2020), The Ninja Saviors: Return of the Warriors (2019) e River City Girls (2019).
O gênero beat 'em up também teve um ressurgimento no desenvolvimento de jogos independentes, resultando em títulos como Guacamelee! (2013) e sua sequência Guacamelee! 2 (2018), ambos conhecidos por sua jogabilidade híbrida de beat 'em up em 2D e Metroidvania. Outros jogos independentes do gênero são, por exemplo, The Takeover (2020), Ninjin: Clash of Carrots (2018) e Fight'N Rage (2017).